# NGC 3815
NGC 3815 é uma galáxia espiral (Sab) localizada na direcção da constelação de Leo. Possui uma declinação de +24° 48' 01" e uma ascensão recta de 11 horas, 41 minutos e 39,3 segundos.
A galáxia NGC 3815 foi descoberta em 10 de Abril de 1785 por William Herschel.